# XFL Team vs Team 2010
El Team vs Team 2010 fue la primera edición del Team vs Team, un torneo de artes marciales mixtas producido por Xtreme Fighters Latino. El torneo comenzó el 2 de septiembre de 2010 y terminó el 2 de diciembre del mismo año. Durante esta edición, todos los eventos se realizaron en el Foro Corona, en la Ciudad de México.

## Desarrollo
Luego de terminarse la Temporada 2010 de Xtreme Fighters Latino, se anunció que se llevaría a cabo un torneo de 4 equipos representando a una disciplina diferente cada una. Las disciplinas elegidas fueron boxeo, jiu-jitsu brasileño, muay thai y nippon kempo. El formato del torneo establecía que dos equipos de 5 representantes cada uno lucharían el uno contra el otro en combates de 5 categorías de peso diferentes cada una. Las categorías fueron peso ligero, peso medio, peso pluma, peso semipesado y peso wélter. El día del evento, el equipo que acumulara 3 victorias avanzaría a la gran final en contra del otro equipo que resultara ganador. Los ganadores de esta primera edición del "Team vs Team" fueron los peleadores representantes del boxeo, obteniendo un resultado de 4 victorias y una derrota en contra de los representantes del jiu-jitsu brasileño.

## Resultados

### Semifinales
- La primera semifinal se llevó a cabo el 2 de septiembre de 2010 con el enfrentamiento entre el equipo representante del boxeo y el equipo representante del nippon kempo.

| Categoría: | Boxeo:            | Nippon kempo:     | Round: | Tiempo: | Método:           |       |
| ---------- | ----------------- | ----------------- | ------ | ------- | ----------------- | ----- |
| Pluma      | Luis Rubio        | Jesús Alvarado    | 1      | 2:00    | Sumisión          | [ 1 ] |
| Ligero     | Diego Castro      | Jonathan Fuentes  | 1      | 1:40    | Sumisión          | [ 2 ] |
| Wélter     | Ulises San Germán | Christian Xolalpa | 3      | 5:00    | Decisión Dividida | [ 3 ] |
| Medio      | Kevin Ibarra      | Alejandro Román   | 2      | 3:48    | Sumisión          | [ 4 ] |
| Semipesado | Miguel Jímenez    | Carlos Ruíz       | 3      | 5:00    | Decisión Unánime  | [ 5 ] |

- La segunda semifinal se llevó a cabo el 21 de octubre de 2010 con el enfrentamiento entre el equipo representante del jiu-jitsu brasileño y el equipo representante del muay thai.

| Categoría: | Jiu-jitsu brasileño: | Muay thai:     | Round: | Tiempo: | Método:        |        |
| ---------- | -------------------- | -------------- | ------ | ------- | -------------- | ------ |
| Pluma      | Christian Cornejo    | Paolo Olea     | 1      | 1:34    | Sumisión       | [ 6 ]  |
| Ligero     | Alberto Pacheco      | Omar Acosta    | 1      | 1:45    | Nocaut Técnico | [ 7 ]  |
| Wélter     | Pedro Pajes          | Óscar Veliz    | 1      | 1:20    | Sumisión       | [ 8 ]  |
| Medio      | Raúl del Prado       | Eduardo Sola   | 1      | 1:20    | Sumisión       | [ 9 ]  |
| Semipesado | Geon Sik Kim         | Oswaldo Téllez | 1      | 2:52    | Nocaut Técnico | [ 10 ] |

     Ganador
     Perdedor

### Final
- La gran final se llevó a cabo el 2 de diciembre de 2010 con el enfrentamiento entre el equipo representante del boxeo y el equipo representante del jiu-jitsu brasileño.

| Categoría: | Boxeo:            | Jiu-jitsu brasileño: | Round: | Tiempo: | Método:           |        |
| ---------- | ----------------- | -------------------- | ------ | ------- | ----------------- | ------ |
| Pluma      | Luis Rubio        | Christian Cornejo    | 3      | 5:00    | Decisión Dividida | [ 11 ] |
| Ligero     | Diego Castro      | Alberto Pacheco      | 1      | 4:50    | Sumisión          | [ 12 ] |
| Wélter     | Ulises San Germán | Pedro Pajes          | 2      | 1:00    | Nocaut Técnico    | [ 13 ] |
| Medio      | Kevin Ibarra      | Raúl del Prado       | 3      | 5:00    | Decisión Unánime  | [ 14 ] |
| Semipesado | Miguel Jímenez    | Geon Sik Kim         | 1      | 2:20    | Sumisión          | [ 15 ] |

     Ganador
     Perdedor